# Robert Lesenne
Robert Lesenne, né le 12 octobre 1938 à Herstal et mort le 5 juillet 2012 à Hermalle-sous-Argenteau, est un cuisinier et restaurateur liégeois.
Depuis 1967, Robert Lesenne a ouvert successivement une dizaine de restaurants, principalement en région liégeoise, mais aussi à Monaco. Trois d'entre eux ont obtenu une étoile au Guide Michelin. Il a également dirigé divers établissements à Knokke, Paris, Genève et Saint-Barthélemy. Au moment de son décès, il venait d'être engagé à l'hôtel Crowne Plaza de Liège pour réécrire la carte du restaurant.
Il est inhumé au Cimetière Sainte-Walburge à Liège.